# George Hamilton
George Stevens Hamilton (Memphis, 12 agosto 1939) è un attore e produttore cinematografico statunitense.

## Biografia
L'attore è figlio del musicista George Hamilton e di Anne Stevens; dopo il divorzio dei suoi genitori restò con la madre e suo padre, risposatosi, morì quando lui aveva 18 anni.
Dalle vicende della sua gioventù è stato liberamente tratto il film del 2009 My One and Only. Nel 1965 partecipò a Viva Maria! e nel 1998 a Casper e Wendy - Una magica amicizia.

### Vita privata
Dal 1972 al 1975 è stato sposato con Alana Stewart, dalla quale ha avuto due figli. Vive a Malibù, nella contea di Los Angeles in California.

## Filmografia

### Cinema
- Stella solitaria (Lone Star), regia di Vincent Sherman (1952)
- La febbre del delitto (Crime & Punishment, USA), regia di Denis Sanders (1959)
- A casa dopo l'uragano (Home from the Hill), regia di Vincente Minnelli (1960)
- I giovani cannibali (All the Fine Young Cannibals), regia di Michael Anderson (1960)
- La spiaggia del desiderio (Where the Boys Are) regia di Henry Levin (1960)
- Anonima peccati (Angel Baby), regia di Paul Wendkos e Hubert Cornfield (1961)
- Ossessione amorosa (By Love Possessed), regia di John Sturges (1961)
- I trecento di Fort Canby (A Thunder of Drums), regia di Joseph M. Newman (1961)
- Luce nella piazza (Light in the Piazza), regia di Guy Green (1962)
- Due settimane in un'altra città  (Two Weeks in Another Town), regia di Vincente Minnelli (1963)
- I vincitori (The Victors), regia di Carl Foreman (1963)
- Act One, regia di Dore Schary (1963)
- La tua voce e il tuo cuore (Your Cheatin' Heart), regia di Gene Nelson (1964)
- Viva Maria!, regia di Louis Malle (1965)
- L'uomo di Casablanca (L'homme de Marrakech), regia di Jacques Deray (1966)
- Il mondo è pieno... di papà (Doctor, You've Got to Be Kidding!), regia di Peter Tewksbury (1967)
- Assalto finale (A Time for Killing), regia di Phil Karlson e Roger Corman (1967)
- La gang dei diamanti (Jack of Diamonds), regia di Don Taylor (1967)
- La forza invisibile (The Power), regia di Byron Haskin (1968)
- Togetherness, regia di Arthur Marks (1970)
- Evel Knievel, regia di Marvin J. Chomsky (1971)
- L'uomo che amò Gatta Danzante (The Man Who Loved Cat Dancing), regia di Richard C. Sarafian (1973)
- Tracce di veleno in una coppa di champagne (Medusa), regia di Gordon Hessler (1973)
- Una volta non basta (Once Is Not Enough), regia di Guy Green (1975)
- Una provinciale a Washington (The Happy Hooker Goes to Washington), regia di William A. Levey (1977)
- Sextette, regia di Ken Hughes (1978)
- Contro 4 bandiere (From Hell to Victory), regia di Umberto Lenzi (1979)
- Amore al primo morso (Love at First Bite), regia di Stan Dragoti (1979)
- Zorro mezzo e mezzo (Zorro, the Gay Blade), regia di Peter Medak (1981)
- Il padrino - Parte III (The Godfather: Part III), regia di Francis Ford Coppola (1990)
- Doc Hollywood - Dottore in carriera (Doc Hollywood), regia di Michael Caton-Jones (1991)
- Sette criminali e un bassotto (Once Upon a Crime...), regia di Eugene Levy (1992)
- Amore, regia di Lorenzo Doumani (1993)
- Double Dragon, regia di James Yukich (1994)
- Playback, regia di Oley Sassone (1996)
- Meet Wally Sparks, regia di Peter Baldwin (1997)
- Otto teste e una valigia (8 Heads in a Duffel Bag), regia di Tom Schulman (1997)
- Casper e Wendy - Una magica amicizia (Casper Meets Wendy), regia di Sean McNamara (1998)
- She's Too Tall, regia di Redge Mahaffey (1998)
- Bulworth - Il senatore (Bulworth), regia di Warren Beatty (1998)
- Off Key - Tre tenori (Off Key), regia di Manuel Gómez Pereira (2001)
- Crocodile Dundee 3 (Crocodile Dundee in Los Angeles), regia di Simon Wincer (2001)
- Reflections of Evil, regia di Damon Packard (2002)
- Hollywood Ending, regia di Woody Allen (2002)
- Pets, regia di David Lister (2002)
- The Little Unicorn, regia di Paul Matthews (2002)
- The L.A. Riot Spectacular, regia di Marc Klasfeld (2005)
- Vizi di famiglia (Rumor Has It...), regia di Rob Reiner (2005) – cameo

### Televisione
- The Veil, regia di Herbert L. Strock – miniserie TV (1958)
- Le avventure di Rin Tin Tin (The Adventures of Rin Tin Tin) – serie TV, 1 episodio (1959)
- The Donna Reed Show – serie TV, 1 episodio (1959)
- Cimarron City – serie TV, episodio 1x18 (1959)
- Bus Stop – serie TV, episodio 1x21 (1962)
- Polvere di stelle (Bob Hope Presents the Chrysler Theatre) – serie TV, 1 episodio (1964)
- Gli inafferrabili (The Rogues) – serie TV, episodio 1x08 (1964)
- La legge di Burke (Burke's Law) – serie TV, 2 episodi (1964-1965)
- Ben Casey – serie TV, episodio 4x15 (1965)
- Addio alle armi (A Farewell to Arms), regia di Rex Tucker – miniserie TV (1966)
- Off to See the Wizard – serie TV, 1 episodio (1967)
- Mitzi, regia di Bob Henry – film TV (1968)
- Il prezzo del potere (The Survivors) – serie TV, 10 episodi (1969)
- Paris 7000 – serie TV, 10 episodi (1970)
- The Last of the Powerseekers – film TV (1971)
- La morte non esiste (The Dead Don't Die), regia di Curtis Harrington – film TV (1975)
- Colombo (Columbo) – serie TV, episodi 4x06-10x02 (1975-1991)
- Sulle strade della California (Police Story) – serie TV, 1 episodio (1976)
- Ragazzo di provincia (Gibbsville) – serie TV, 1 episodio (1977)
- Radici (Roots), regia di David Greene e Marvin J. Chomsky – miniserie TV (1977)
- Uno sceriffo a New York (McCloud) – serie TV, 1 episodio (1977)
- L'ossessione di Miriam (The Strange Possession of Mrs. Oliver), regia di Gordon Hessler – film TV (1977)
- Killer on Board, regia di Philip Leacock – film TV (1977)
- The Users, regia di Joseph Hardy – film TV (1978)
- The Eddie Capra Mysteries – serie TV, 1 episodio (1979)
- Institute for Revenge, regia di Ken Annakin – film TV (1979)
- Supertrain – serie TV, 1 episodio (1979)
- Sword of Justice – serie TV, 1 episodio (1979)
- L'Autostrada della Morte (Death Car on the Freeway), regia di Hal Needham – film TV (1979)
- The Seekers, regia di Sidney Hayers – film TV (1979)
- The Great Cash Giveaway Getaway, regia di Michael O'Herlihy – film TV (1980)
- Malibu, regia di E.W. Swackhamer – miniserie TV (1983)
- La legge del giustiziere (Two Fathers' Justice), regia di Rod Holcomb – film TV (1985)
- Dynasty – serie TV, 15 episodi (1985-1986)
- Monte Carlo, regia di Anthony Page – miniserie TV (1986)
- Spies – serie TV, 1 episodio (1987)
- Beautiful (The Bold and the Beautiful) – serie TV, 1 episodio (1987)
- Poker Alice, regia di Arthur Allan Seidelman – film TV (1987)
- The House on Sycamore Street, regia di Christian I. Nyby II – film TV (1992)
- Dream On – serie TV, 2 episodi (1992)
- Das Paradies am Ende der Berge, regia di Otto Retzer – film TV (1993)
- Giustizia per gli innocenti (Two Fathers: Justice for the Innocent), regia di Paul Krasny – film TV (1994)
- I sentieri della vita (Vanished), regia di George Kaczender – film TV (1995)
- NewsRadio – serie TV, 1 episodio (1996)
- The Bonnie Hunt Show – serie TV, 1 episodio (1996)
- Detective in corsia (Diagnosis Murder) – serie TV, 1 episodio (1996)
- Hart to Hart: Till Death Do Us Hart, regia di Tom Mankiewicz – film TV (1996)
- The Guilt – serie TV, 1 episodio (1996)
- Rough Riders, regia di John Milius – miniserie TV (1997)
- Jenny – serie TV, 17 episodi (1997-1998)
- Baywatch – serie TV, 1 episodio (1999)
- P.T. Barnum - L'uomo che inventò il circo (P.T. Barnum), regia di Simon Wincer – film TV (1999)
- Ladies Man – serie TV, 2 episodi (1999-2000)
- Nash Bridges – serie TV, 1 episodio (2000)
- The Family – serie TV (2003)
- The Hollywood Mom's Mystery, regia di David S. Cass Sr. – film TV (2004)
- Las Vegas – serie TV, 1 episodio (2004)
- Un Babbo Natale... di gran classe (A Very Cool Christmas), regia di Sam Irwin – film TV (2004)
- Joey – serie TV, 1 episodio (2005)
- Pushing Daisies – serie TV, 1 episodio (2008)
- The Last Resort, regia di Jeff Franklin – film TV (2011)
- Hot in Cleveland – serie TV, 1 episodio (2013)
- 2 Broke Girls – serie TV, 1 episodio (2016)
- Grace and Frankie – serie TV, episodio 5x13 (2019)

## Riconoscimenti
- Golden Globe
  - 1960 – Miglior attore debuttante

- Hollywood Walk of Fame
  - 2009 – Stella

## Doppiatori italiani
- Massimo Turci in A casa dopo l'uragano, Due settimane in un'altra città, I trecento di Fort Canby, Luce nella piazza
- Franco Zucca in Casper e Wendy - Una magica amicizia, P.T. Barnum - L'uomo che inventò il circo
- Sergio Di Stefano in Otto teste e una valigia, Monte Carlo, Joey
- Cesare Barbetti in Contro 4 bandiere, Il padrino - Parte III
- Romano Malaspina in L'uomo che amò Gatta Danzante, Off Key - Tre tenori
- Massimo Lodolo in Poker Alice, Nash Bridges, Colombo (ep. 10x02)
- Sergio Di Giulio in Doc Hollywood - Dottore in carriera
- Gino La Monica in Double Dragon, Giustizia per gli innocenti
- Oreste Rizzini in Hollywood Ending
- Luciano De Ambrosis in Dynasty
- Eugenio Marinelli in Sette criminali e un bassotto
- Giuseppe Rinaldi in Viva Maria!
- Pino Locchi in Assalto finale
- Pietro Biondi in Colombo (ep. 4x06)
- Paolo Ferrari in Radici
- Michele Kalamera in Un detective in corsia
- Stefano De Sando in Las Vegas
- Oliviero Dinelli in Grace and Frankie